# Eriosema dregei
Eriosema dregei är en ärtväxtart som beskrevs av Ernst Meyer. Eriosema dregei ingår i släktet Eriosema och familjen ärtväxter. Inga underarter finns listade i Catalogue of Life.